# Конфликт вокруг Шатт-эль-Араба (1974—1975)
Конфликт Шатт-эль-Араб 1974—1975 годов — серия вооруженных пограничных столкновений между Ираном и Ираком. Это была крупная эскалация спора вокруг Шатт-эль-Араб, который начался в 1936 году из-за территориальных претензий обеих стран на Шатт-эль-Араб, трансграничную реку, которая частично протекает вдоль ирано-иракской границы. Конфликт длился с апреля 1974 года по март 1975 года и привел к более чем 1000 жертвам с обеих сторон, хотя иранцы в конечном итоге получили стратегическое преимущество над иракцами. Открытым военным действиям формально был положен конец с подписанием Алжирского соглашения 1975 года, по которому Ирак уступил около половины пограничной территории Шатт-эль-Араб, в обмен на прекращение Ираном поддержки иракских курдских повстанцев.

## Предыстория
Каджарский Иран отверг демаркационную линию, установленную в Персидском заливе англо-османской конвенцией 1913 года, и утверждал, что ирано-иракская граница в Шатт-эль-Араб должна быть демаркирована в соответствии с принципом тальвега. В 1934 году королевство Ирак, поощряемое Соединенным Королевством, подняло данный вопрос в Лиге Наций, но спор не был разрешен. В 1937 году Иран и Ирак подписали свой первый официальный пограничный договор, который устанавливал водную границу по восточному берегу реки и исключал четырехмильную якорную стоянку близ Абадана, которая была отведена Ирану, где граница проходила по тальвегу.
В 1958 году хашимитская монархия в Ираке была свергнута в результате государственного переворота, известного как революция 14 июля, в результате которой была образована Первая Иракская республика. В 1968 году еще один государственный переворот, организованный арабской социалистической партией «Баас» и известный как Революция 17 июля, сверг Первую Иракскую Республику и надолго установил авторитарный баасистский режим. Вскоре после этого, в 1969 году, Иран направил делегацию дипломатов в Ирак, и когда иракское правительство отказалось продолжать переговоры по новому договору, Иран отозвал договор 1937 года. Аннулирование Ираном договора 1937 года ознаменовало начало периода острой напряженности в ирано-иракских отношениях.
В 1973 году налет на иракское посольство в Пакистане раскрыл крупномасштабное тайное участие Ирака в поставках оружия и средств боевикам, ведущим мятеж против Ирана и Пакистана в Белуджистане, что еще больше усилило напряженность между Ираном и Ираком. Этот период напряженности продолжался до Алжирского соглашения 1975 года.

## События
С марта 1974 по март 1975 года Иран и Ирак вели пограничные стычки, вызванные военной поддержкой Ираном иракских курдов, которые были вовлечены в мятеж против баасистского режима за отделение и создание независимого курдского государства. В 1975 году иракцы, при помощи танковых колонн предприняли попытку военного вторжения в Иран; данное вторжение было отбито иранцами, после чего произошло еще несколько столкновений. Однако, в то время шахский Иран располагал пятыми по величине вооруженными силами в мире и быстро нанес поражение иракской армии с помощью своей авиации, продолжая при этом активно вооружать курдских повстанцев.
Понимая бесперспективность продолжения военной конфронтации с шахским Ираном, Ирак пошел на уступки Тегерану, чтобы тем самым положить конец курдскому восстанию. По Алжирскому соглашению 1975 года Ирак пошел на территориальные уступки, включая водный путь Шатт-эль-Араб, в обмен на нормализацию двусторонних отношений. В обмен на признание Ираком того, что граница на водном пути проходила по всему тальвегу, Иран прекратил свою поддержку иракских курдских повстанцев.

## Последствия
17 сентября 1980 года Ирак аннулировал Алжирское соглашение 1975 года после того, как иранские войска обстреляли ряд иракских пограничных постов 4 сентября. Президент Ирака Саддам Хусейн заявил, что недавно созданная Исламская Республика Иран отказалась соблюдать положения Алжирских соглашений, и Багдад поэтому считает их недействительными. Напряженность между двумя государствами начала нарастать, поскольку правящая партия «Баас» опасалась, что аятолла Рухолла Хомейни пытается экспортировать иранскую революцию в Ирак, подстрекая шиитское большинство населения последнего к восстанию против светского и арабского националистического правительства. Пять дней спустя иракская армия начала крупное наступление и вторглась в Иран, тем самым положив начало многолетней ирано-иракской войне
.